# Амомонго
Амомонго (енгл. Amomongo) је назив за створење из филипинске митологије, описано као длакаво човеколико створење. Реч амо на хилигајнонском језику који се говори на неким деловима Филипина значи мајмун. Становници покрајне Ла Кастелана говоре да је Амомонго дивље мајмунолико створење које живи у пећинама близу подножија планине Канлаон. Створење је наводно напало 2 човека али је зато убило пуно коза и кокошки у тој покрајни.